# Casa di Livia
Koordinaten: 41° 53′ 21,5″ N, 12° 29′ 8,3″ O

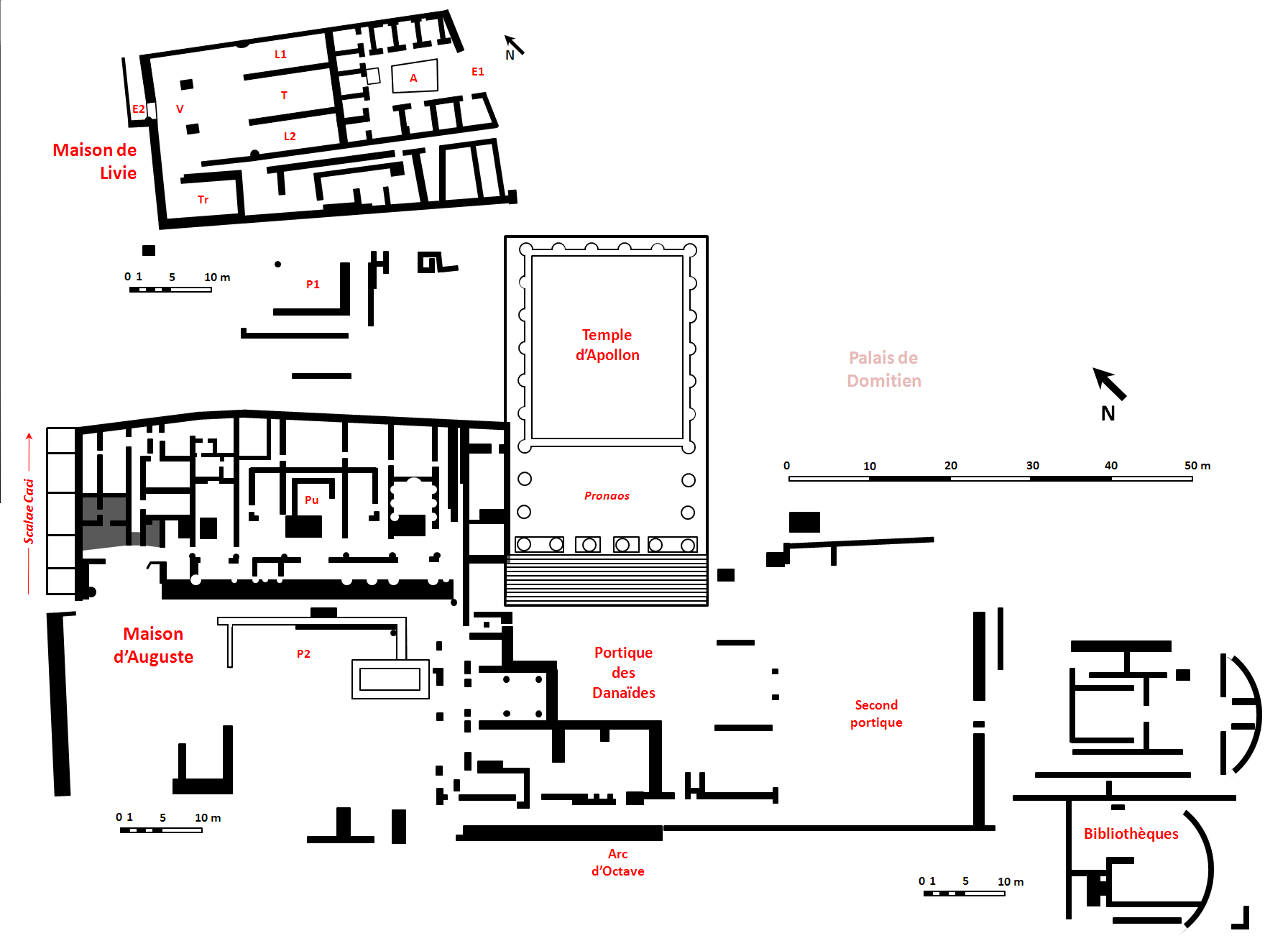
Plan

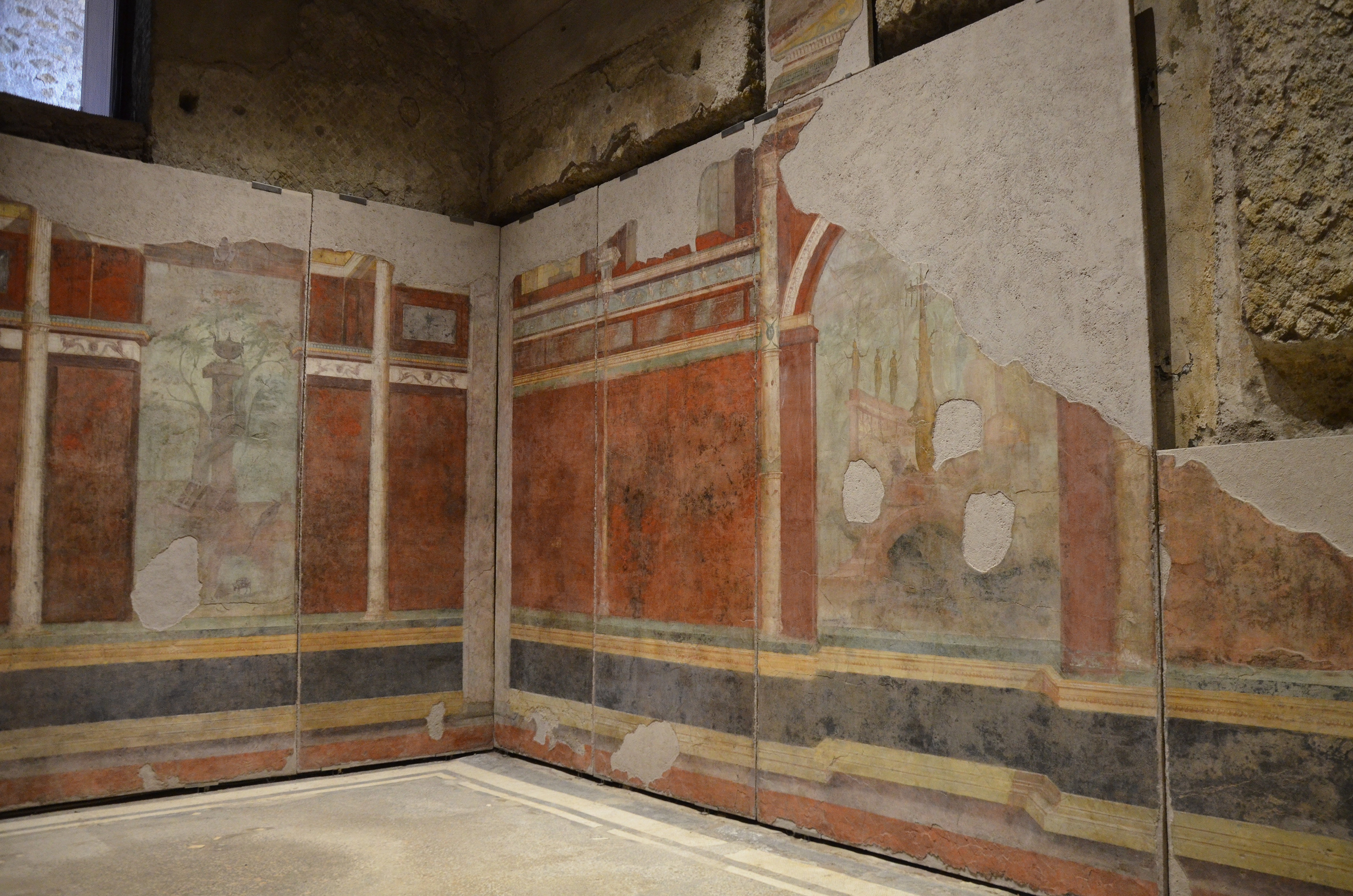
Wandmalerei in der Casa di Livia

Als Casa di Livia (dt. Haus der Livia) wird ein antiker Gebäudekomplex auf dem Palatin in Rom bezeichnet, der unmittelbar zum Haus des Augustus gehörte. Es entstand am Ende des 1. Jahrhunderts v. Chr. und gehörte wahrscheinlich Livia, der Gemahlin des Kaisers Augustus. Das Haus bezeichnet den Übergang zwischen dem 2. Stil/Architekturstil und dem 3. Stil/Kandelaberstil der Pompejanischen Wandmalerei.
Das mythologische Bild erlebt hier als Mittelbild jeder Wand eine Renaissance, doch noch nicht in der starken Ausprägung wie im 3. Stil. Die vorgestellte Architektur und die ägyptisierenden Sphingen sind typische Stilmerkmale des späten 2. Stils, während zarte Kandelaber an den Sockeln auf den 3. Stil hinweisen. Als ein Beispiel dient Argos und Io in einer mythologischen Landschaft. Typisch für die Wandmalereien der Casa di Livia sind auch die Fruchtgirlanden.
Ein weiteres Haus der Livia, Villa di Livia genannt, befindet sich im römischen Stadtteil Prima Porta.